# Laccophilus laeticulus
Laccophilus laeticulus är en skalbaggsart som beskrevs av Régimbart 1895. Laccophilus laeticulus ingår i släktet Laccophilus och familjen dykare. Inga underarter finns listade i Catalogue of Life.